# Heinrich Kauffmann

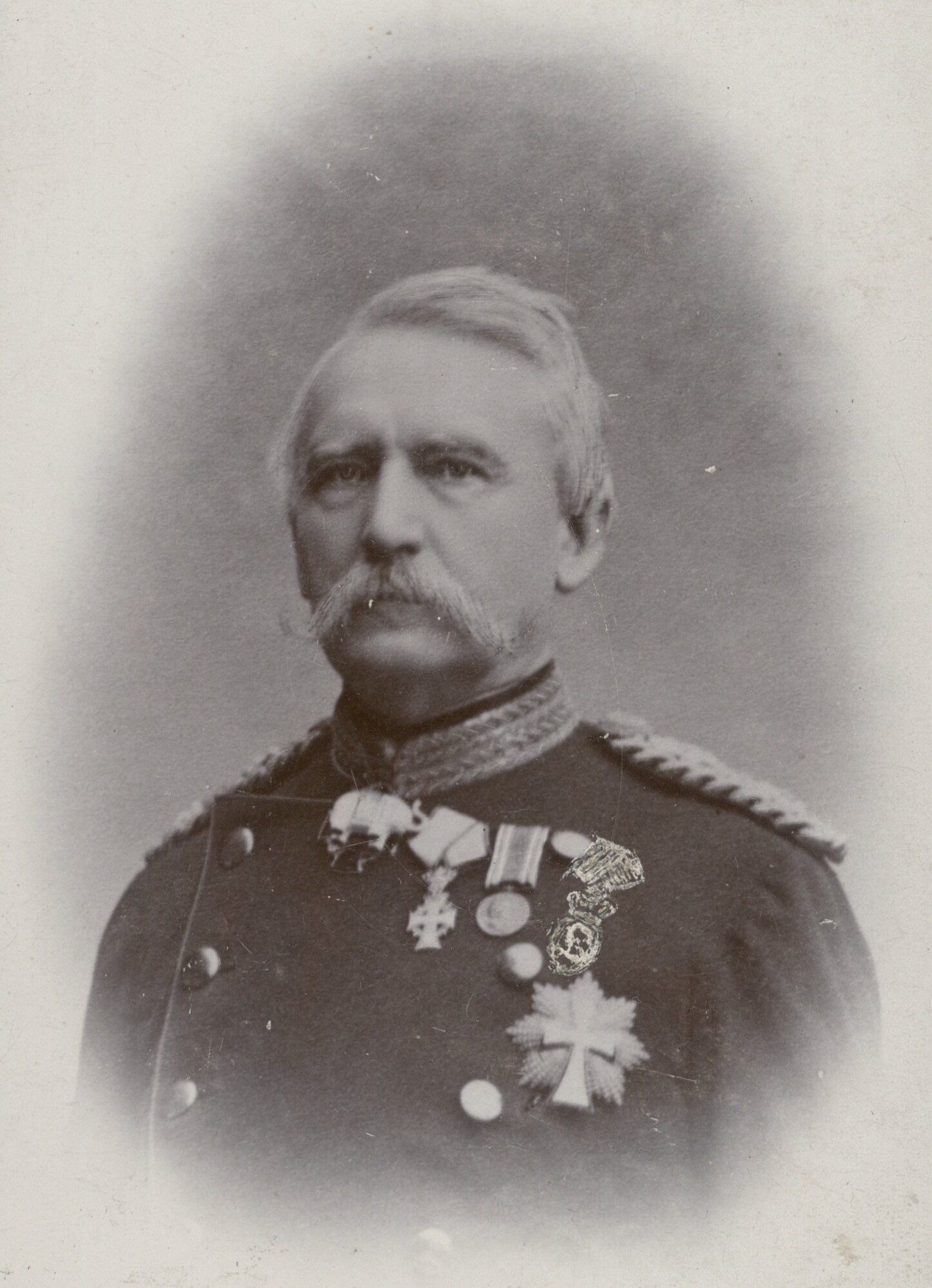
Heinrich Kauffmann.

Heinrich August Theodor Kauffmann, född 13 april 1819, död 17 juni 1905, var en dansk militär. Han var bror till Wilhelm Kauffmann.
Heinrich Kauffmann blev officer vid artilleriet 1840, överste 1860, generalmajor 1865, erhöll avsked 1867 och fick generallöjtnants grad 1886. Kauffmann deltog med utmärkelse i Slesvig-holsteinska kriget och var under Dansk-tyska kriget först stabschef i högkvarteret, senare chef för 2:a infanteribrigaden vid försvaret av Dybbøl och Als. Kauffmann var den som för Danmark undertecknade det andra stilleståndsavtalet i maj 1864 i Christiansfeld. Under fredsförhandlingarna i Wien var han ett av Danmarks ombud och en av dem som undertecknade fredsavtalet. År 1865 var han en kort tid chef för generalstaben.